# Wallis (Texas)
Wallis è un centro abitato degli Stati Uniti d'America, situato nella contea di Austin dello Stato del Texas. Secondo il censimento effettuato nel 2010 abitavano nella città 1,252 persone. La città è attraversata, tra le altre, dalla State Highway 36 (SH 36) e la BNSF Railway tra Rosenberg e Sealy.

## Geografia
Wallis è situato a 29°37′50″N 96°03′46″W (29.630649, -96.062751). È attraversata dalla State Highway 60 (SH 60), Farm to Market Road 1093, State Highway 36 (SH 36), BNSF Railway, e Farm to Market Road 1952. Si trova 10 miglia a sud-est di Sealy.
Secondo l'Ufficio del censimento degli Stati Uniti d'America la contea ha un'area totale di 1.5 miglia quadrate (3.9 km²), di cui 0.015 miglia quadrate (0.04 km², corrispondenti allo 0.92% del territorio) sono costituiti dall'acqua.

## Amministrazione
Il giudice della città è Jodie A. Szymanski, che ricopre il suo ruolo dal 20 giugno 1995, componente attivo della Texas Municipal Courts Association. Il sindaco dal 12 maggio 2012 è Jerry Delso dopo aver sconfitto la sfidante Carolyn Kennedy per 171-57.

## Media
Wallis è una delle città chiavi presenti nel documentario del 2009 da Dan Patrick The Heart of Texas. La scena iniziale del film Urban Cowboy è stata girata in una fattoria alle porte di Wallis sulla FM 1952.

## Società

### Evoluzione demografica
| Anno       | Popolazione | ±%                   |
| ---------- | ----------- | -------------------- |
| 1880       | 29          | Note:                |
| 1980       | 1,138       | Dati non disponibili |
| 1990       | 1,001       | −12.0%               |
| 2000       | 1,172       | 17.1%                |
| 2010       | 1,252       | 6.8%                 |
| Stima 2015 | 1,294       | 3.4%                 |

Secondo il censimento del 2000, c'erano 1,172 persone, 422 nuclei familiari e 314 famiglie residenti nella città. La densità di popolazione era di 767.7 persone per miglio quadrato (295.8/km²). C'erano 455 unità abitative a una densità media di 298.0 per miglio quadrato (114.8/km²). La composizione etnica della città era formata dal 71.50% di bianchi, il 13.74% di afroamericani, lo 0.43% di nativi americani, il 10.92% di altre razze, e il 3.33% di due o più etnie. Ispanici o latinos di qualunque razza erano il 23.38% della popolazione.
C'erano 422 nuclei familiari di cui il 35.5% aveva figli di età inferiore ai 18 anni, il 58.8% erano coppie sposate conviventi, l'11.8% aveva un capofamiglia femmina senza marito, e il 25.4% erano non-famiglie. Il 21.3% di tutti i nuclei familiari erano individuali e il 12.1% aveva componenti con un'età di 65 anni o più che vivevano da soli. Il numero di componenti medio di un nucleo familiare era di 2.77 e quello di una famiglia era di 3.23.
La popolazione era composta dal 28.1% di persone sotto i 18 anni, il 9.2% di persone dai 18 ai 24 anni, il 27.6% di persone dai 25 ai 44 anni, il 21.8% di persone dai 45 ai 64 anni, e il 13.2% di persone di 65 anni o più. L'età media era di 35 anni. Per ogni 100 femmine c'erano 95.7 maschi. Per ogni 100 femmine dai 18 anni in su, c'erano 84.5 maschi.
Il reddito medio di un nucleo familiare era di 36,328 dollari, e quello di una famiglia era di 40,000 dollari. I maschi avevano un reddito medio di 30,481 dollari contro i 20,664 dollari delle femmine. Il reddito pro capite era di 16,877 dollari. Circa il 6.4% delle famiglie e il 10.8% della popolazione erano sotto la soglia di povertà, incluso il 13.3% di persone sotto i 18 anni e il 15.6% di persone di 65 anni o più.

## Istruzione
A Wallis è presente la Brazos Independent School District, ed è inoltre sede dei puma della Brazos High School.

## Galleria d'immagini

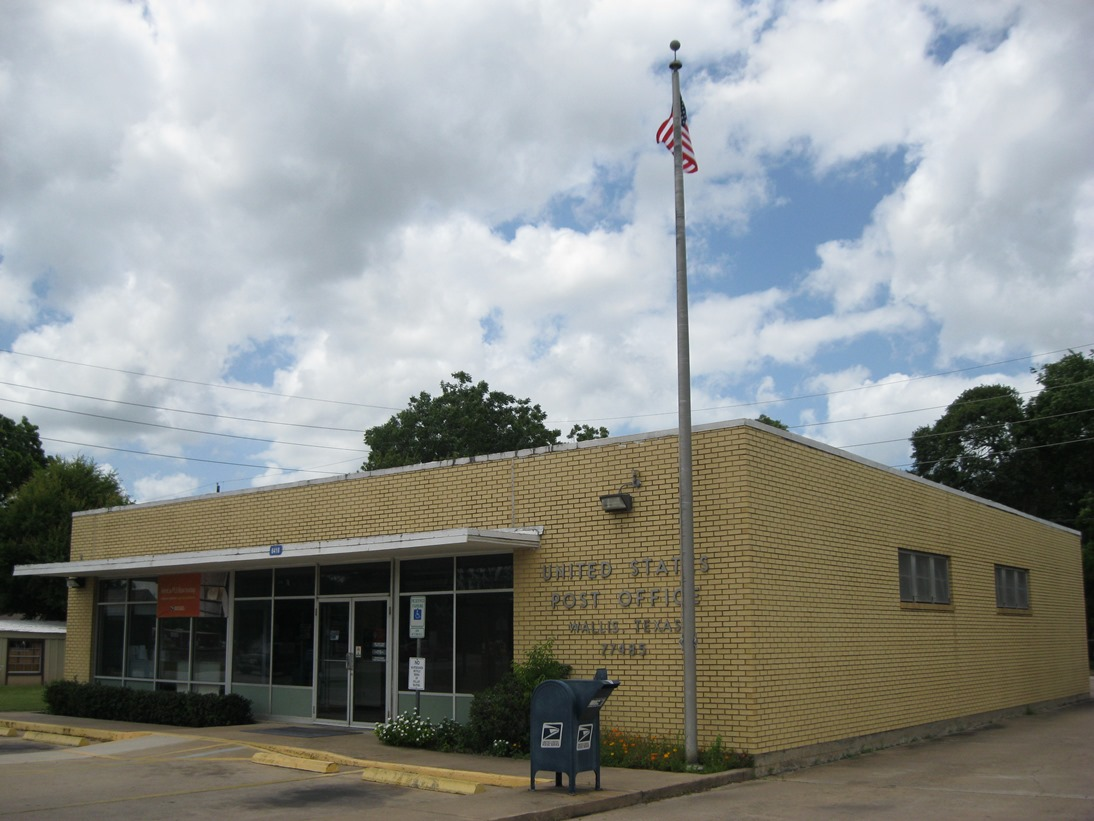
Ufficio postale sulla Railroad St vicino alla FM 1093
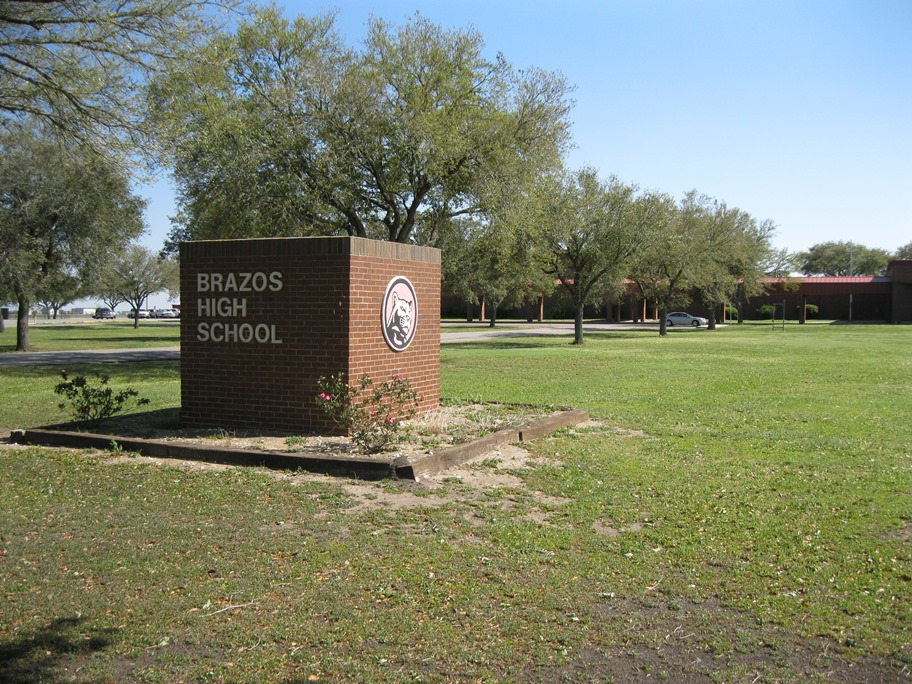
La Brazos High School sulla Highway 36, nella parte orientale di Wallis
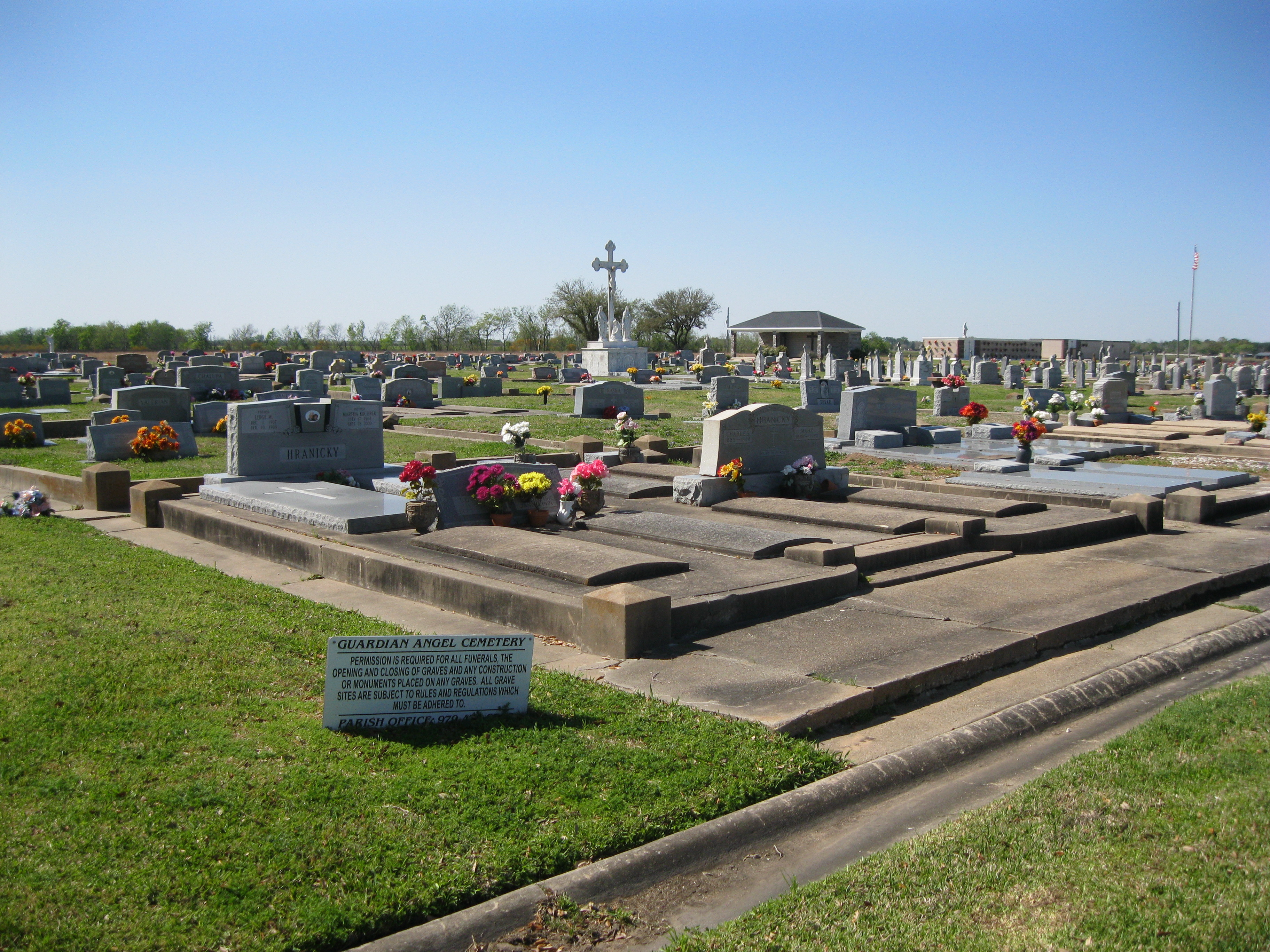
Il Guardian Angel Cemetery sulla FM 1952 nel sud di Wallis
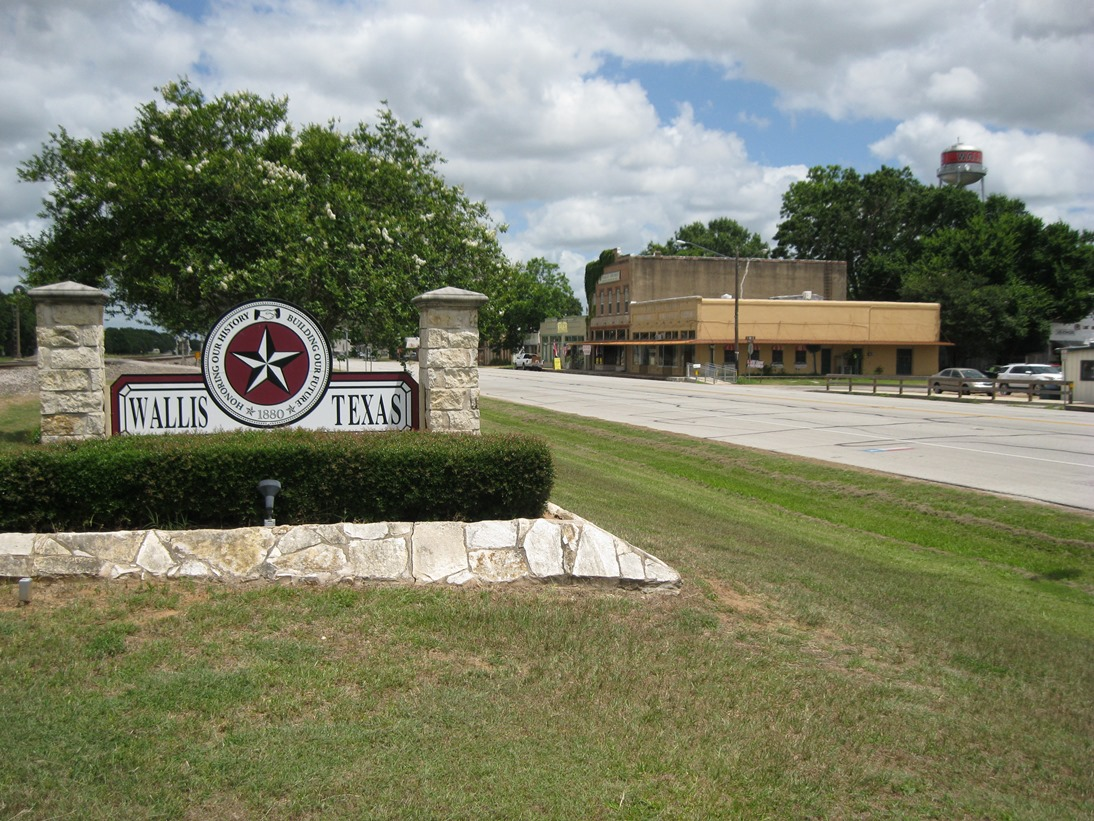
Vista del centro degli affari di Wallis lungo la Highway 36
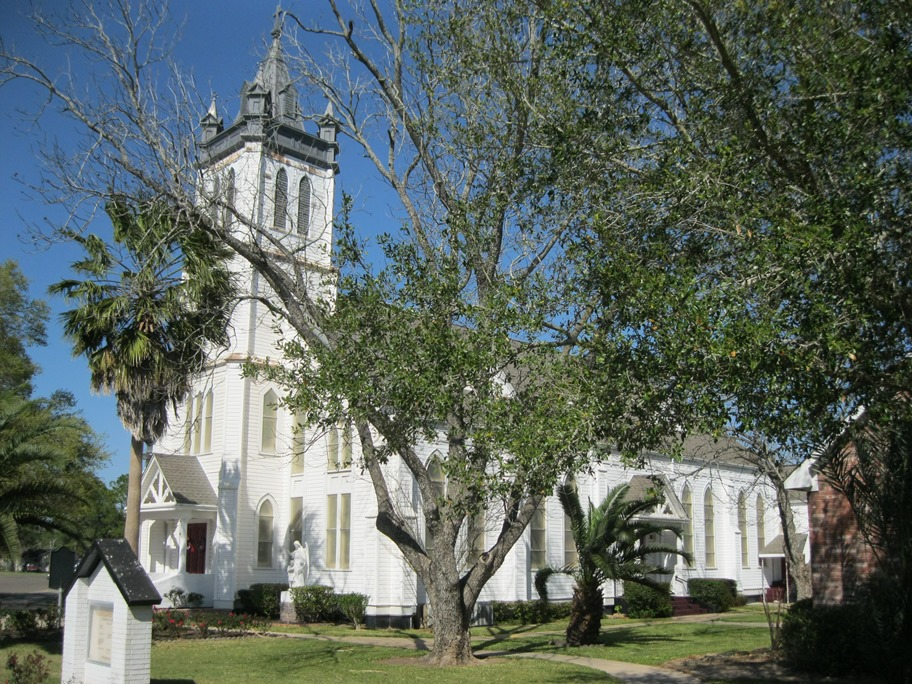
Il Guardian Angel Catholic Church sulla Demel Street
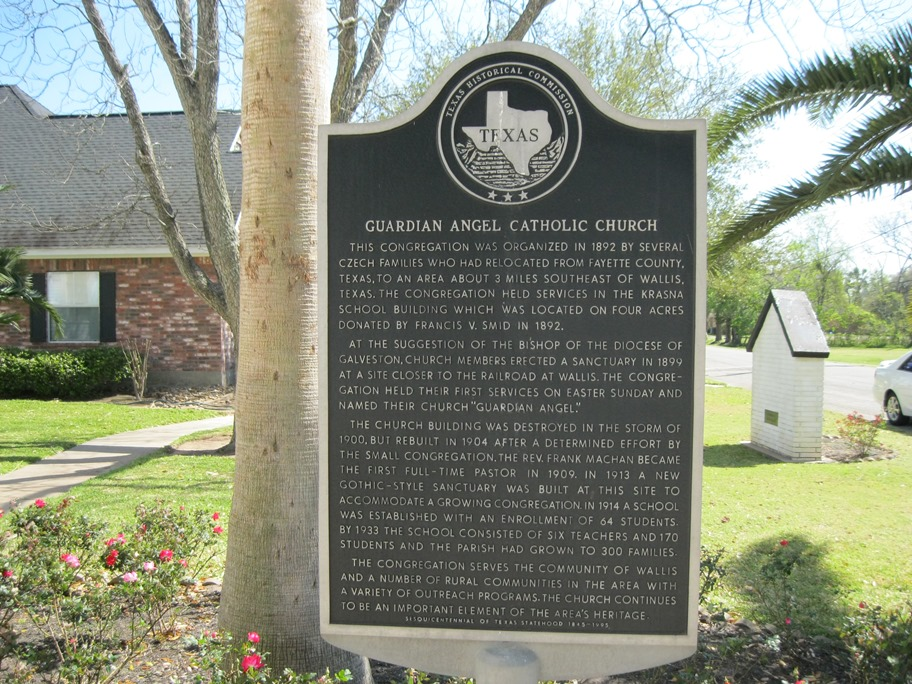
Marcatore storico al Guardian Angel Catholic Church